# Rajko Gommers
Rajko Gommers (Etten-Leur, 8 juni 1995) is een Nederlandse tafeltennisspeler en voormalig international in het Nederlandse herenteam. Gommers speelde 50 interlands voor Nederland.

## Sportloopbaan
Rajko Gommers begon met tafeltennissen bij Tanaka in Etten-Leur en speelde in de jeugd onder andere bij FVT. Met zijn teamgenoten Laurens Tromer, Martin Khatchanov en Cosmin Stan werd hij in het seizoen 2007/2008 kampioen van Nederland bij de jongens. In alle jeugdrangen, kadetten, junioren en onder 21, haalde hij op de wereldranglijst de top-100 (resp. 67, 80 en 82). In 2015 nam hij voor het eerst deel aan de wereldkampioenschappen (Suzhou, China). Op 15 april 2021 kondigde Rajko aan na de zomer 2021 te stoppen met tafeltennis als clubspeler en international. Per 1 juli 2021 startte hij als coach bij Triple Eight Table Tennis in Californië.

## Erelijst
| Prestatie                                                | Categorie         | Jaar                         |
| -------------------------------------------------------- | ----------------- | ---------------------------- |
| Nederlands Kampioen                                      | Heren enkelspel   | 2017, 2019                   |
| Winnaar Masters/NTTB-cup                                 | Heren enkelspel   | 2014/2015, 2016/2017         |
| Nederlands kampioen clubteams met Enjoy & Deploy Taverzo | Heren             | 2014, 2015                   |
| Winnaar NJM                                              | Jongens enkelspel | 2012, 2013                   |
| Nederlands Kampioen (met Martijn de Vries)               | Heren dubbel      | 2018, 2020                   |
| Nederlands Kampioen (met Koen Hageraats)                 | Heren dubbel      | 2012                         |
| Nederlands Kampioen (met Kim Vermaas)                    | Gemengd dubbel    | 2015, 2017, 2018, 2019, 2020 |
| Nederlands Kampioen clubteams met FVT                    | Jongens           | 2008                         |

## Internationale resultaten
| Toernooi                                 | Categorie                           | Jaar | Resultaat               |
| ---------------------------------------- | ----------------------------------- | ---- | ----------------------- |
| Europese Kampioenschappen Boedapest      | Heren dubbel (met Ewout Oostwouder) | 2016 | 1/16e finale/laatste 32 |
| Wereldkampioenschappen Suzhou            | Heren dubbel (met Laurens Tromer)   | 2015 | eerste ronde/laatste 64 |
| Wereldkampioenschappen Düsseldorf        | Gemengd dubbel (met Kim Vermaas)    | 2017 | 1/16e finale/laatste 32 |
| Wereldkampioenschappen Halmstad          | Landenteam                          | 2018 | 2e divisie plaats 29-32 |
| Europese kampioenschappen Lissabon       | Landenteam                          | 2014 | 36                      |
| Europese kampioenschappen Jekaterineburg | Landenteam                          | 2015 | 33                      |
| North America Open                       | Gemengd dubbel (met Britt Eerland)  | 2019 | 1/4 finale              |
| Europese kampioenschappen Luxemburg      | Landenteam                          | 2017 | 23                      |
| Wereldkampioenschappen jeugd Rabat       | Jongens junioren enkelspel          | 2013 | 1/16 finale/laatste 32  |
| Pro Tour Budapest                        | Heren enkelspel onder 21            | 2014 | 1/4 finale              |

## Verenigingen
Seniorencompetities (speler)
- t/m 2012/2013  Scyedam
- 2013/2014 en 2014/2015  Enjoy & Deploy Taverzo[14]
- 2015/2016 t/m 2020/2021  Sokah Hoboken
- 2024/2025  De Boer Taverzo (speler/coach)[15]

Coaching
- juli 2021 - juli 2023  Triple eight table tennis California USA[3]
- 2023/2024 t/m 2024/2025   De Boer Taverzo